# Châtel-Moron
Pour les articles homonymes, voir Chatel et Moron.
Châtel-Moron est une commune française située dans le département de Saône-et-Loire, en région Bourgogne-Franche-Comté.

## Géographie
Située en Saône-et-Loire, dans le Chalonnais (canton de Givry).

### Géologie et relief
Cette petite commune est située en haut de la Vallée des Vaux.

### Hydrographie
L'Orbise prend sa source dans ce village.

### Climat
Pour des articles plus généraux, voir Climat de la Bourgogne-Franche-Comté et Climat de Saône-et-Loire.
En 2010, le climat de la commune est de type climat océanique dégradé des plaines du Centre et du Nord, selon une étude du Centre national de la recherche scientifique s'appuyant sur une série de données couvrant la période 1971-2000. En 2020, Météo-France publie une typologie des climats de la France métropolitaine dans laquelle la commune est exposée à un climat océanique altéré et est dans la région climatique Bourgogne, vallée de la Saône, caractérisée par un bon ensoleillement (1 900 h/an), un été chaud (18,5 °C), un air sec au printemps et en été et des vents faibles.
Pour la période 1971-2000, la température annuelle moyenne est de 10,2 °C, avec une amplitude thermique annuelle de 17,6 °C. Le cumul annuel moyen de précipitations est de 928 mm, avec 12,5 jours de précipitations en janvier et 7,4 jours en juillet. Pour la période 1991-2020, la température moyenne annuelle observée sur la station météorologique de Météo-France la plus proche, « St-Maurice-lès-Couches_sapc », sur la commune de Saint-Maurice-lès-Couches à 10 km à vol d'oiseau, est de 11,5 °C et le cumul annuel moyen de précipitations est de 803,5 mm. 
La température maximale relevée sur cette station est de 40,4 °C, atteinte le 12 août 2003 ; la température minimale est de −16,7 °C, atteinte le 20 décembre 2009,,.
Les paramètres climatiques de la commune ont été estimés pour le milieu du siècle (2041-2070) selon différents scénarios d'émission de gaz à effet de serre à partir des nouvelles projections climatiques de référence DRIAS-2020. Ils sont consultables sur un site dédié publié par Météo-France en novembre 2022.

## Urbanisme

### Typologie
Au 1er janvier 2024, Châtel-Moron est catégorisée commune rurale à habitat dispersé, selon la nouvelle grille communale de densité à sept niveaux définie par l'Insee en 2022.
Elle est située hors unité urbaine. Par ailleurs la commune fait partie de l'aire d'attraction de Chalon-sur-Saône, dont elle est une commune de la couronne,. Cette aire, qui regroupe 109 communes, est catégorisée dans les aires de 50 000 à moins de 200 000 habitants,.

### Occupation des sols
L'occupation des sols de la commune, telle qu'elle ressort de la base de données européenne d’occupation biophysique des sols Corine Land Cover (CLC), est marquée par l'importance des territoires agricoles (78,8 % en 2018), une proportion identique à celle de 1990 (78,8 %). La répartition détaillée en 2018 est la suivante : prairies (78,8 %), forêts (21,2 %). L'évolution de l’occupation des sols de la commune et de ses infrastructures peut être observée sur les différentes représentations cartographiques du territoire : la carte de Cassini (XVIIIe siècle), la carte d'état-major (1820-1866) et les cartes ou photos aériennes de l'IGN pour la période actuelle (1950 à aujourd'hui).

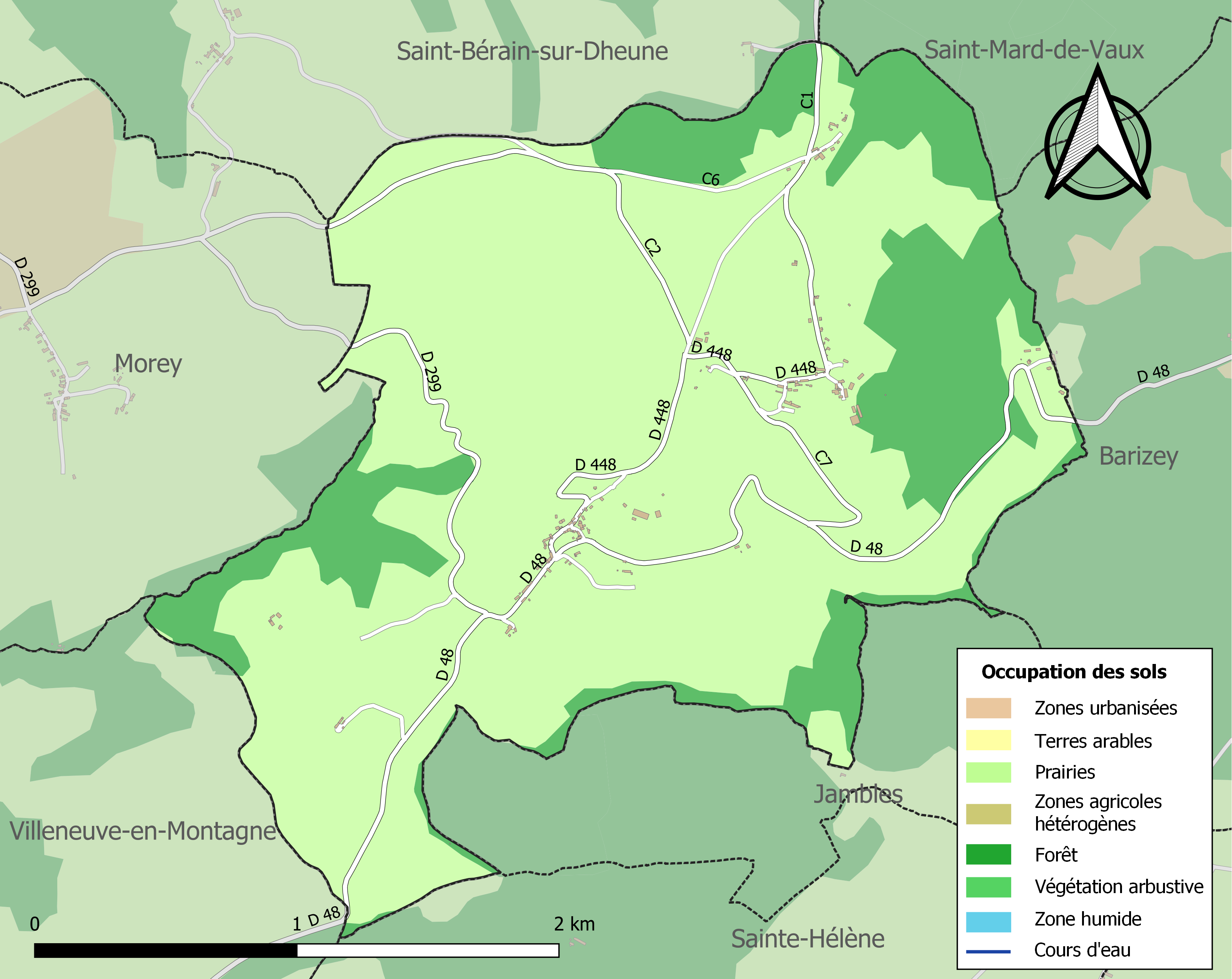
Carte des infrastructures et de l'occupation des sols de la commune en 2018 (CLC).

## Toponymie

### Châtel-Moron
Le nom propre Châtel-Moron a pour racine latine les mots « castellum » qui désigne un château ou un petit ouvrage de fortification isolé et « mons rotundus » qui signifie montagne ou mont rond. Son orthographe a été modifié en raison des évolutions de la langue française :
- 1134 - Castro Morono
- 1213 - Castrum Moronis
- 1557 - Chastel Mouron
- 1621 - Chatelmoron
- 1746 - Chateaumoron
- 1801 - Châtel-Moron

## Histoire

### Les origines
L’existence de Châtel-Moron remonte peut-être à la période de l'Antiquité car un fragment de stèle gallo-romaine a été encastré au-dessus de la porte principale de l’église Saint-Martin.
Au Moyen Âge, une motte castrale de forme ovale a été construite sur le point le plus élevé de la commune. Ce type d’ouvrage défensif était très répandu à cette époque. Elle symbolisait le pouvoir d’un « seigneur » et mais assurait aussi une fonction défensive de la communauté. Ensuite, une tour en pierre a probablement été édifiée à son emplacement.
En 1642, il est précisé dans un acte de la chambre des comptes de Bourgogne que la seigneurie consiste en un « viel chatel en ruine où il n'y a apparence que de quelques fondemens de murailles ».

### Ancien Régime

#### Les seigneurs de Châtel-Moron[16]
Au cours de l’histoire moderne, la seigneurie de Châtel-Moron a été détenue par un ou plusieurs seigneurs en fonction des héritages, des donations et des achats effectués.

##### Moyen Âge
- En 1376, Isabelle de Rully veuve de Robert de Saint-Léger-sur-Dheune tient le fief du duc de Bourgogne

##### Époque moderne
- En 1600, Claude Gentil, seigneur de Sainte-Hélène, pour une partie de la seigneurie.
- En 1621, Daniel Bricard, seigneur de Serney à Morey, pour une partie de la seigneurie.
- De 1642 à 1745, reprise de la seigneurie par Jean de la Menue, écuyer et seigneur de la Tour Bandin à Montagny-les-Buxy. Ses héritiers Georges de Lamenue et Louis de la Menue vécurent à Châtel-Moron.
- En 1745, Claude de Thésut, seigneur d’Aumont puis ses héritiers, pour une partie de la seigneurie.
- En 1766, la marquise de la Madeleine de Ragny, pour une partie de la seigneurie
- En 1772, le comte Louis Morel de Corberon, pour une partie de la seigneurie.
- De 1773 à 1778, François de Chargère, chanoine de la cathédrale et comte de Saint-Claude puis son frère Pierre de Chargère Dubreuil de la Motte Marcilly, pour une partie de la seigneurie.

### Période Révolutionnaire

#### Les maires de la Première République (1792-1804)
- 1793 à 1795 - Pierre Jourdery
- 1795 à 1797 - Joseph Demonfaucon
- 1797 à 1797 - Antoine Saudin
- 1797 à 1798 - Pierre Jourdery
- 1798 à 1799 - Guillaume Jourdery
- 1799 à 1800 - Antoine Saudin
- 1800 à 1810 - Joseph Demonfaucon

#### Moron-la-Montagne
En 1793, la Convention nationale invite les communes dont les noms peuvent rappeler la royauté, la féodalité ou la religion catholique à les changer. Le mot « Châtel » (château) est une référence à l’ancien régime. Châtel-Moron devient donc Moron-la-Montagne. Il est à noter que dans les registres d’état civil de la commune on ne relève qu'un nombre très limité d'actes avec cette nouvelle appellation.

#### La vente des biens nationaux
De 1791 à 1796, les biens du clergé et la noblesse situés à Châtel-Moron sont vendus aux enchères au chef lieu du district à Chalon-sur-Saône conformément à deux décrets législatifs. L'objectif est d'augmenter les recettes financières de l'État.
- En 1789, l’Assemblée législative décide de la confiscation et de la vente des biens du clergé.
- En 1792, la Convention nationale décide de mettre sous séquestre et de vendre les biens des nobles qui ont fui à l’étranger.

##### Les biens du Clergé[18]
- Des prés, des terres et des vignes appartenant à la cure et au conseil paroissial.
- Des prés et des terres dépendants de l’abbaye de La Ferté de Saint-Ambreuil situées en la Tâche.
- Le presbytère est vendu en 1796.

##### Les biens de la Noblesse[18]
- Un domaine avec ses dépendances, plusieurs bâtiments avec cour et jardin, des terres, des prés, des vignes et des bois, une grange avec une écurie et un pressoir dont le propriétaire est Jean Le Mulier de Bressey émigré en 1791. 
- Plusieurs bâtiments avec cour et jardin, des terres, des prés et des bois appartenant à Marie Bénigne Ferréol Xavier Chifflet d'Orchamps émigré en 1792.

### Époque contemporaine
Châtel-Moron disposa durant toute la première moitié du XIXe siècle de l'une des onze stations (ou postes télégraphiques aériens) du télégraphe Chappe implantées en Saône-et-Loire (le long de la ligne Paris-Toulon), installation mise en service en 1807 et qui cessa de fonctionner en 1853, remplacée par la télégraphie électrique.
Une carte d'état-major éditée au XIXe siècle situe le poste télégraphique de forme carrée sur la côte 494 entre les Renais et le Regain. Initialement, le mat du télégraphe était installé sur une tour en bois de forme carrée avec un toit à quatre pentes pour abriter l’opérateur. L’étude du recensement communal pour la période de 1836 à 1851 a permis d’identifier un seul opérateur en 1851 ; Joseph Jordery (35 ans) domicilié au hameau de l’Abergement.

## Politique et administration
| Période                                  | Période   | Identité          | Étiquette | Qualité              |
| ---------------------------------------- | --------- | ----------------- | --------- | -------------------- |
| mai 2020                                 | en cours  | Audrey Vollot     |           | Secrétaire de mairie |
| mars 2008                                | mai 2020  | Pascal Galland    | UMP-LR    | Garagiste            |
| juin 1995                                | mars 2008 | Jacques Philippon |           |                      |
| Les données manquantes sont à compléter. |           |                   |           |                      |

## Démographie
L'évolution du nombre d'habitants est connue à travers les recensements de la population effectués dans la commune depuis 1793. Pour les communes de moins de 10 000 habitants, une enquête de recensement portant sur toute la population est réalisée tous les cinq ans, les populations de référence des années intermédiaires étant quant à elles estimées par interpolation ou extrapolation. Pour la commune, le premier recensement exhaustif entrant dans le cadre du nouveau dispositif a été réalisé en 2005.

En 2022, la commune comptait 83 habitants, en évolution de −16,16 % par rapport à 2016 (Saône-et-Loire : −1,06 %, France hors Mayotte : +2,11 %).
| 1793 | 1800 | 1806 | 1821 | 1831 | 1836 | 1841 | 1846 | 1851 |
| ---- | ---- | ---- | ---- | ---- | ---- | ---- | ---- | ---- |
| 209  | 238  | 233  | 216  | 222  | 245  | 261  | 222  | 222  |

| 1856 | 1861 | 1866 | 1872 | 1876 | 1881 | 1886 | 1891 | 1896 |
| ---- | ---- | ---- | ---- | ---- | ---- | ---- | ---- | ---- |
| 249  | 265  | 272  | 253  | 257  | 244  | 265  | 263  | 234  |

| 1901 | 1906 | 1911 | 1921 | 1926 | 1931 | 1936 | 1946 | 1954 |
| ---- | ---- | ---- | ---- | ---- | ---- | ---- | ---- | ---- |
| 198  | 236  | 185  | 177  | 167  | 155  | 125  | 138  | 107  |

| 1962 | 1968 | 1975 | 1982 | 1990 | 1999 | 2005 | 2006 | 2010 |
| ---- | ---- | ---- | ---- | ---- | ---- | ---- | ---- | ---- |
| 96   | 78   | 66   | 49   | 64   | 59   | 69   | 73   | 86   |

| 2015 | 2020 | 2022 | - | - | - | - | - | - |
| ---- | ---- | ---- | - | - | - | - | - | - |
| 95   | 87   | 83   | - | - | - | - | - | - |

## Vie locale

### Enseignement
Il y a une école qui est en regroupement pédagogique intercommunal pour de l'enseignement en maternelle et primaire avec les communes de Sainte-Hélène et Villeneuve-en-Montagne.

### Cultes

#### Édifice religieux
L'église de Châtel-Moron a été placée sous le vocable de saint Martin, évêque de Tours, qui aurait évangélisé la région. En Saône-et-Loire, 78 églises ont été dédiées à saint Martin.
Son architecture romane date du XIIe siècle  notamment pour son clocher et sa travée ainsi que son abside. Des modifications ont été effectuées sur l'édifice au XVIe siècle.

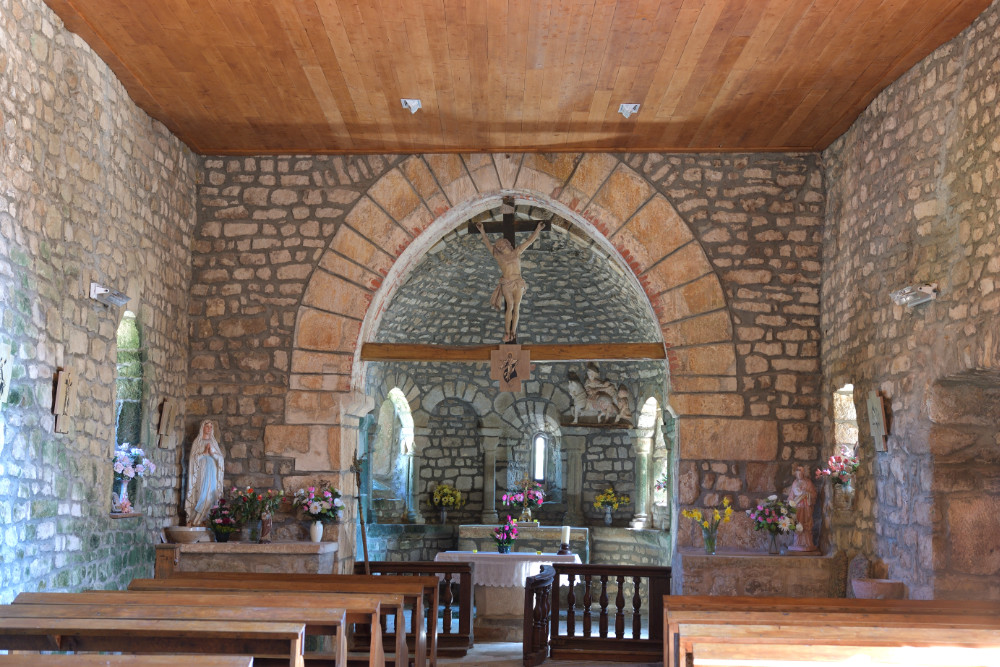
La nef.
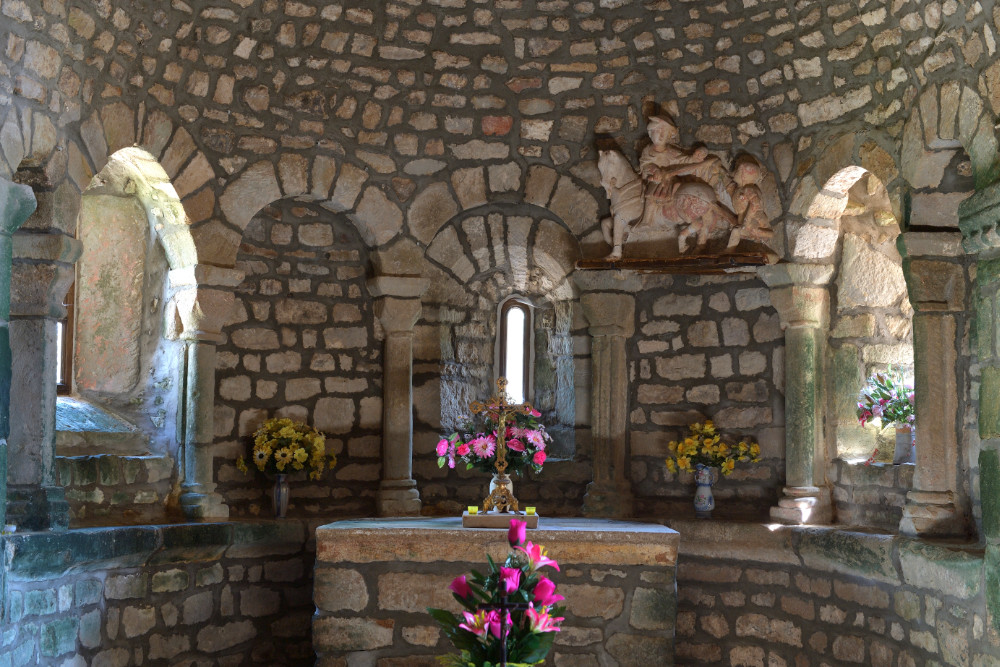
Le chœur.
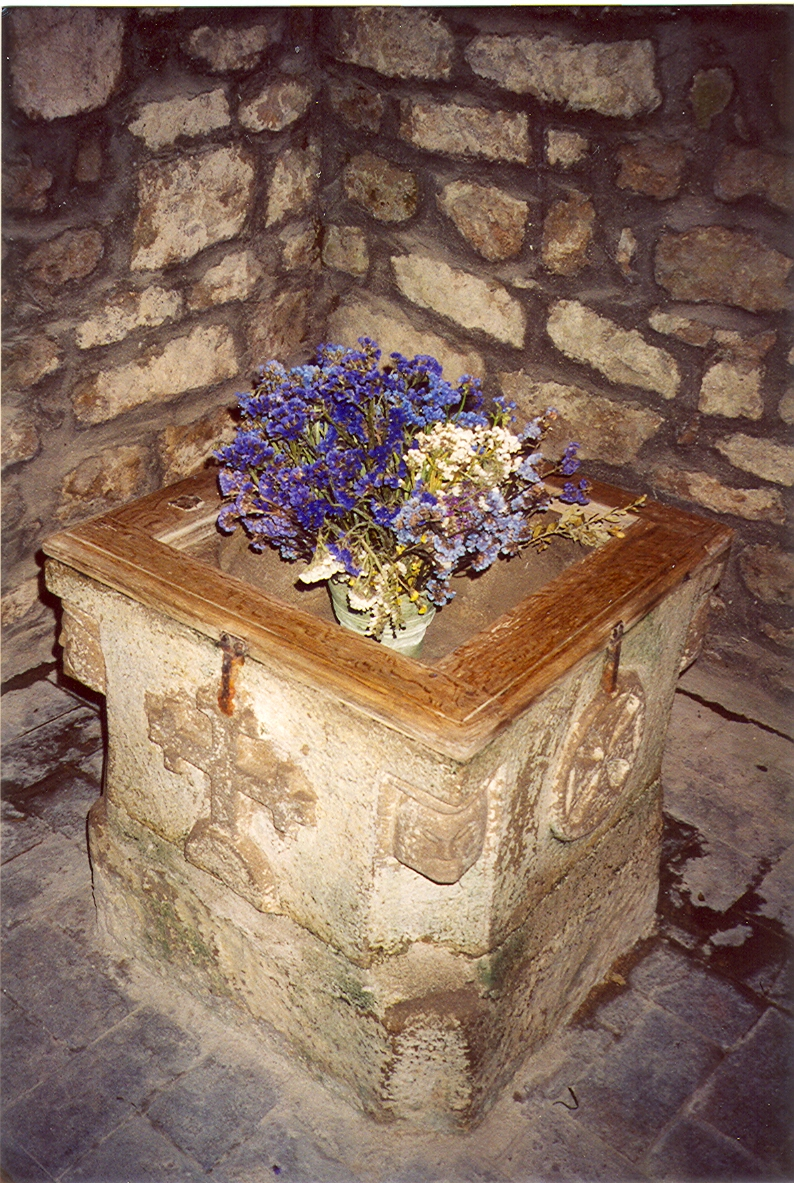
Les fonts baptismaux.

#### Les curés desservants sous l'Ancien Régime[27]
- 1628 à 1658 - Monsieur Musnyer
- 1658 à 1685 - Philibert Duilhiard
- 1685 à 1687 - François Malpoy
- 1687 à 1693 – Louis Charollois
- 1693 à 1699 – Jean Rochette
- 1699 à 1703 - Nicolas Poincignon (inhumé dans l’église)
- 1703 à 1708 - Nicolas Brunet
- 1708 à 1728 – François Salièse
- 1729 à 1753 - Claude Girardot (inhumé dans l’église)
- 1753 à 1755 - Monsieur Gabeau
- 1755 à 1792 – Jean Rey

#### La paroisse
Aujourd’hui, l’église Saint-Martin fait partie de la paroisse Saint-Pierre et Saint-Paul du diocèse d’Autun, Chalon et Mâcon.

### Associations
- L'association Châtel Loisirs organise les principales manifestations de la commune[28].
- L’association du Beffroi castelmoronnais a été créée en 2019 en vue d’une réinstallation de la cloche de l’église[29].

## Culture locale et patrimoine

### Lieux et monuments
- Église.

## Pour approfondir